# Marko Popović (baloncestista de 1984)
Marko Popović (Sarajevo, Bosnia y Herzegovina, 3 de marzo de 1984) es un baloncestista serbio. Juega de base y actualmente está sin equipo.

## Trayectoria
En 2011 se convierte en el máximo anotador y asistente de la liga serbia jugando en las filas del KK Sloga, en la que en 11 partidos ha promediado 21,2 puntos y 6 asistencias por partido.
En enero de 2012 firma con el UCAM Murcia dónde jugaría sólo un mes, cubriendo así las bajas de Pedro Rivero y Andrés Miso.

## Selección nacional
Ha sido internacional con la Selección de baloncesto de Bosnia y Herzegovina.